# Amblyomma naponense
Amblyomma naponense är en fästingart som beskrevs av Alpheus Spring Packard 1869. Amblyomma naponense ingår i släktet Amblyomma och familjen hårda fästingar. Inga underarter finns listade i Catalogue of Life.